# Бабкин, Яков Сергеевич
Яков Сергеевич Бабкин — советский военный деятель, генерал-майор.

## Биография
Родился в 1896 году в селе Марьино. Член КПСС.
Участник Гражданской войны: красноармеец партизанского отряда им. ВЦИК, старший телеграфист, помощник начальника 48-й телеграфной конторы при штабе 13-й армии, начальник 49-й полевой телеграфной конторы при штабе 1-й дивизии, временный начальник 1-го оперативного отделения 1-го отдела, младший инспектор Управления связи, помощник начальника Оперативно-технической части, помощник и ВРИД начальника оперативно-технического отделения Управления связи Туркестанского фронта.
В межвоенное время — начальник связи 13-го стрелкового корпуса Среднеазиатского военного округа, младший помощник инспектора связи, помощник начальника отдела службы связи УСКА, помощник начальника сектора инспекции связи, начальник 2-го сектора, начальник 9-го отдела, начальник мобилизационно-планового отдела Управления связи Красной Армии
Участник Великой Отечественной войны: начальник Управления снабжения средствами связи Главного управления связи Красной Армии

Значительную работу по организации снабжения и обеспечению войск средствами связи во время войны проделал большой коллектив офицеров-снабженцев, работавших в управлении снабжения Главного управления связи, которое возглавлял генерал- майор войск связи Я. С. Бабкин. Они многое сделали для того, чтобы выйти из трудного положения, в котором оказалась Красная Армия, в отношении обеспечения средствами связи в начале войны..

В послевоенное время — заместитель начальника, начальник, вновь заместитель начальника Управления вооружения и снабжения Начальника войск связи Сухопутных войск ВС СССР.
Постановлением Президиума Крайовой Рады Народовой от 21 мая 1946 года был награждён орденом Virtuti Militari V класса.
Умер в 1965 году в Москве.

## Награды
- Орден Ленина (дважды)
- Орден Красного Знамени (дважды)
- Орден Красной Звезды
- Орден Знак Почёта